# Berthold Haupt

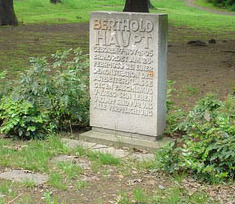
Berthold-Haupt-Gedenkstein in Kleinzschachwitz

Berthold Haupt (* 7. November 1904 in Tirpersdorf; † 27. Februar 1933 in Dresden) war ein deutscher Widerstandskämpfer gegen den Nationalsozialismus.

## Leben
Berthold Haupt wurde im vogtländischen Tirpersdorf bei Oelsnitz/Vogtl. geboren. Er wuchs in einer Arbeiterfamilie auf. 1919 begann er seine Lehre als Buchdrucker, trat der Sozialistischen Arbeiter-Jugend (SAJ) und der Gewerkschaft bei und leistete in beiden politischen Organisationen aktive Arbeit. Nach seiner Lehrzeit trat er der SPD bei und wurde Funktionär bei der Gewerkschaft, der SAJ und in der sozialdemokratischen Schutzorganisation Reichsbanner Schwarz-Rot-Gold. Er zählte zu den aktiven Kämpfern gegen den Nationalsozialismus in Dresden-Leuben. Am 26. Februar 1933 wurde Berthold Haupt nach einer Wahlkundgebung der SPD als Teilnehmer eines Demonstrationszuges durch die Innenstadt vor dem Schauspielhaus von Polizei und SA überfallen und von einem Polizisten angeschossen. Am folgenden Morgen erlag er seinen Verletzungen.
Am 27. September 1945 wurde die Berthold-Haupt-Straße in Dresden nach ihm benannt, die die Stadtteile Leuben und Kleinzschachwitz miteinander verbindet. In Kleinzschachwitz befindet sich ein Gedenkstein.

## Quelle
- Museum für Geschichte der Stadt Dresden (Hrsg.): Biografische Notizen zu Dresdner Straßen und Plätzen, die an Persönlichkeiten aus der Arbeiterbewegung, dem antifaschistischen Widerstandskampf und dem sozialistischen Neuaufbau erinnern. Dresden 1976. S. 35.